# 마리아 클레멘티나 폰 외스터라이히 여대공
마리아 클레멘티나 폰 외스터라이히 여대공(Maria Clementina d'Austria, 1777년 4월 24일 ~ 1801년 11월 15일)은 양시칠리아 국왕 프란체스코 1세의 첫 번째 아내이다. 프란체스코 1세가 즉위하기 전에 죽었기 때문에 왕비의 칭호는 받지 못했으며 생전에는 왕태자비로서 칼라브리아 공작부인으로 불렸다.
신성 로마 제국의 황제 레오폴트 2세와 마리아 루도비카 황후의 딸로 1797년 나폴리와 시칠리의 왕태자 프란체스코와 결혼했다. 이미 마리아 클레멘티나의 두 오빠 프란츠 1세와 페르디난도 3세가 프란체스코의 누나 마리아 테레지아, 마리아 루이사와 결혼했기 때문에 두 집안의 결합은 이번이 처음이 아니었다.
1801년 마리아 클레멘티나는 스물 넷의 나이로 요절했다.

## 자녀
| 사진 | 이름                     | 생일            | 사망                  | 기타                                                                                          |
| ---- | ------------------------ | --------------- | --------------------- | --------------------------------------------------------------------------------------------- |
|      | 카롤리나 페르난다 루이사 | 1798년 11월 5일 | 1870년 4월 17일(71세) | 1816년 샤를 페르디낭 다르투아와 결혼, 2남 2녀 1831년 에토레 카를로 루케시팔리와 재혼, 1남 4녀 |
|      | 페르디난도               | 1800년 8월 27일 | 1801년 7월 1일        | 요절.                                                                                         |